# Club Deportivo Universidad Católica (hockey césped)

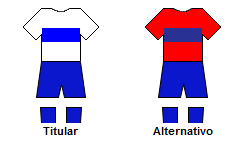
Uniformes

La rama de Hockey sobre césped del Club Deportivo Universidad Católica es un equipo de Hockey sobre césped chileno, de la ciudad de Santiago, en la Región Metropolitana. Fue fundado en el año 1987.

## Recinto deportivos
En la izquierda la cancha de hockey tradicional y la derecha la pista sintética.La ramas de hockey UC se encuentran ubicada en el complejo de hockey sobre césped en el centro deportivo San Carlos de Apoquindo. Cuenta con canchas para el hockey tradicional y canchas sintéticas para el hockey césped seven, además de utilerías, salas de pesas y oficinas de uso administrativo.En octubre de 2012, se inauguró el campo sintético.
Por su parte, las canchas de hockey sobre césped fueron sede del Campeonato Sudamericano 2013.

## Palmarés Hockey Césped masculino

### Torneos Nacionales
Categoría 1° División
- Torneo Nacional 2.ª División (1): 2013, 2023.[4]

Categoría Sub-16
- Torneo Nacional Sub 16 (1): 2011
- Torneo Nacional Sub 12 (1): 2023-C.[5]

## Palmarés Hockey Césped femenino

#### Torneos nacionales
- Liga Nacional de Hockey (10): 2001, 2007, 2009, 2010-A, 2015-A, 2021-A,[6] 2021-C,[6] 2022-A,[7] 2024-A,[8] 2024-C.[9]
- Torneo Pretemporada (1): 2023.[10]
- Copa Chile (1): 2023.[11]
- Copa Malik (3): 2007, 2008, 2009.
- Torneo Nacional 2.ª División (1): 2010

#### Categoría Primeras Damas C
- Liga Nacional (1): 2024-A.[12]

#### Categoría intermedia
- Liga Nacional (4): 2021-A,[13] 2021-C,[14] 2022-A,[15] 2023-C.[16]

Categoría Sub-19
- Torneo Sub-19 (3): 2008, 2018-A,[17] 2022-C.[18]
- Torneo Sub-19 B (3): 2022-C,[19] 2023-A,[20] 2024-A.[21]

Categoría Sub-16
- Torneo Sub-16 (4): 2008, 2015-A, 2021-C,[22] 2022-A.[23]
- Torneo Sub-16 B (1): 2022-A,[24] 2022-C,[25] 2024-A.[26]

Categoría Sub-14
- Torneo Sub-14 (1): 2015-A.

Categoría Sub-12
- Torneo Sub-12 (4): 2011, 2012, 2013, 2015-A.

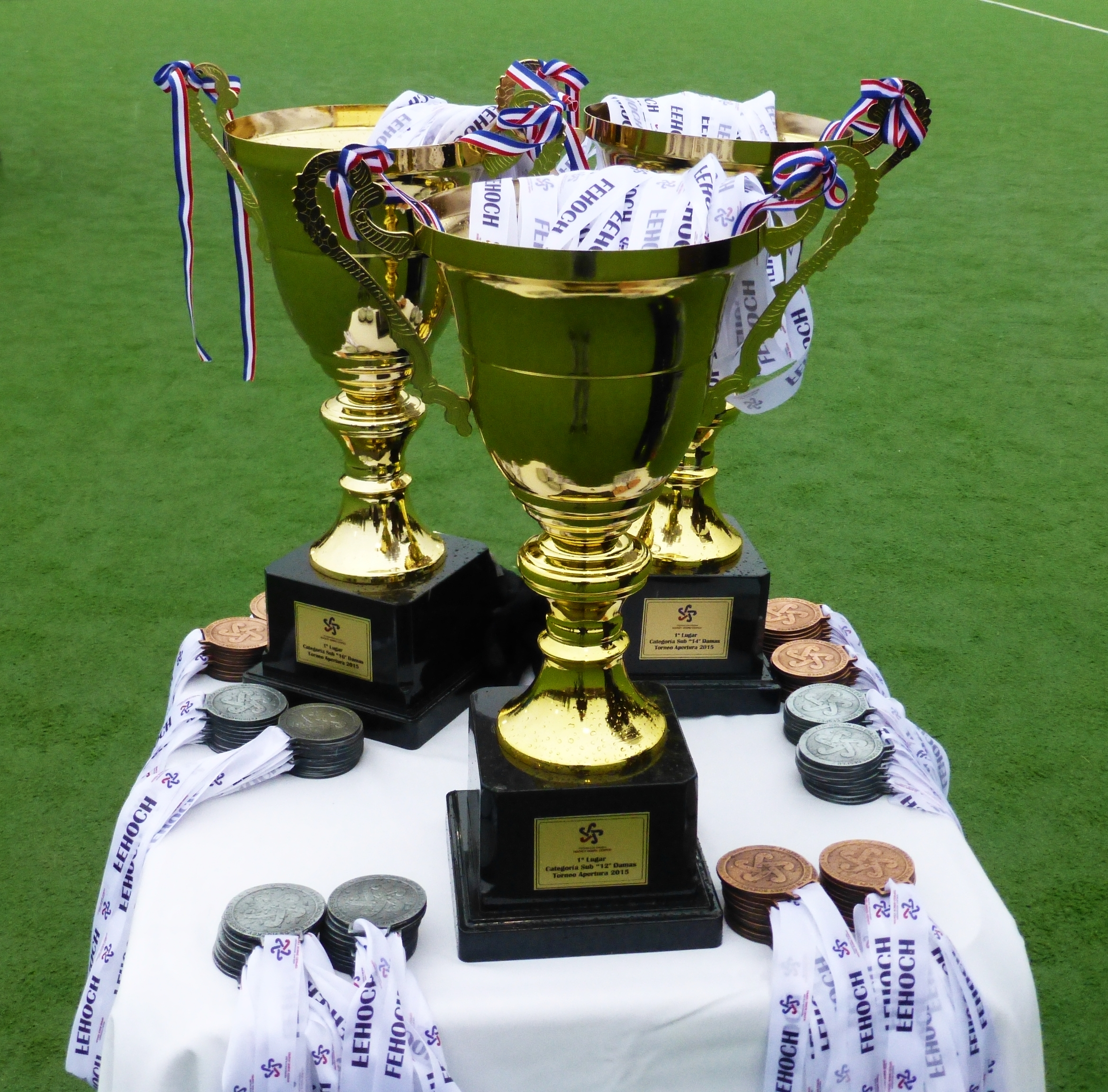
Trofeos Damas Sub-12, Sub-14 y Sub-16 Apertura 2015.